# Альтер, Авраам Мордехай

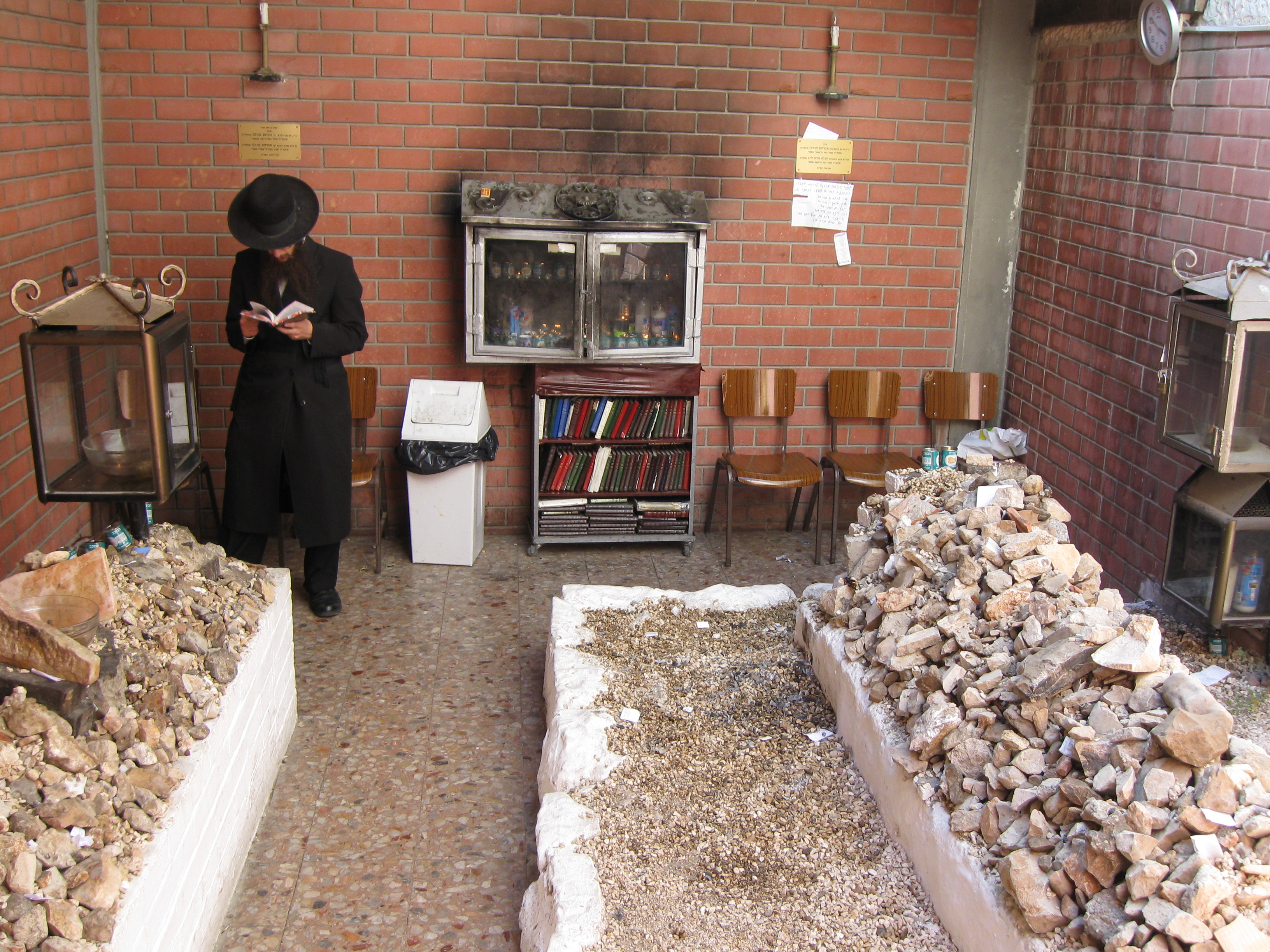
Могила Авраама Мордехая Альтера (справа) и его сына Пинхаса Менахема Альтера (слева), Сфас Емес иешива, Иерусалим, Израиль

Авраам Мордехай Альтер (25 декабря 1866, Гура-Кальвария, Царство Польское, Российская империя — 4 июня 1948, Иерусалим, Израиль) — третий цадик из хасидской династии Гер с 1905 года по 1948 год, один из основателей партии Агудат Исраэль, в довоенное время оказал значительное влияние на создание сети еврейских школ в Польше.

## Биография
Авраам Мордехай Альтер родился 25 декабря 1866 года в польском городе Гура-Кальвария. Стал преемником своего отца Йехуды Арье Лейбы Альтера после его смерти в 1905 году.
В браке с первой женой Хаей Рудой Чарной у Авраама Иордехая Альтера родилось восемь детей. Его старший сын раввин Меир Альтер, который был знатоком Торы и известным бизнесменом, погиб во время Холокоста вместе со своей семьёй в концентрационном лагере Треблинка. Второй сын раввин Ицхак Альтер умер в 1934 году в Польше. В 1922 году Хая Руда Чарная умерла и Авраам Мордехай Альтер женился на своей племяннице Фейге Мише Бидерман, которая в 1926 году родила мальчика Пинхаса Менахема Альтера, ставшего впоследствии шестым цадиком династии Гер.
Авраам Мордехай Альтер принял непосредственное участие в организации партии Агудат Исраэль и участвовал в съездах этой партии в 1923, 1929 и 1937 годах.
В 1924 году Авраам Мордехай Альтер вместе со своим братом Ицхаком, раввином Хиршем Левином и цадиком из хасидской коцкой династии Ицхаком Зелигом Моргенштерном посетил Палестину.
После начала Второй мировой войны Аврааму Мордехаю Альтеру удалось бежать с некоторыми своими детьми из оккупированной Польши. В 1940 году он прибыл через Италию в Палестину, где стал заниматься восстановлением хасидской династии.
Авраам Мордехай Альтер умер 3 июня 1948 года во время празднования Шавуота при осаде Иерусалима иорданским Арабским легионом и был похоронен во дворе Сфас Емес иешивы.
После смерти Авраама Мордехая Альтера династия Гер продолжалась через его трёх сыновей Исраэля Альтера, Симхи Бунима Альтера и Пинхаса Менахема Альтера, который умер в 1996 году и был похоронен рядом с отцом.